# Hylodes heyeri
Hylodes heyeri é uma espécie de anfíbio  da família Hylodidae. É conhecida como rã-de-corredeira por viver em riachos.
É endêmica do Brasil.
Os seus habitats naturais são: florestas subtropicais ou tropicais úmidas de baixa altitude, regiões subtropicais ou tropicais úmidas de alta altitude, rios e habitats subterrâneos (excluindo cavernas). Possui hábito diurno.
Está ameaçada por perda de habitat.